# Фенц, Фридрих
Фридрих Йозеф Фенц (нем. Friedrich Josef Fenz, 5 декабря 1892, Газен, Австро-Венгрия — 17 февраля 1943, Беларусь) — один из руководителей германского оккупационного режима в Беларуси, группенфюрер СА.

## Биография
Родился 5 декабря 1892 года в Газене, Австро-Венгрия. С 1 сентября 1912 года фенрих 4-го пехотного полка «Гох-унд-Дойчмейстер» Австро-Венгерской армии. Участник Первой мировой войны. Летом 1914 года произведён в лейтенанты, 1 июля 1915 года в обер-лейтенанты. После демобилизации в 1918 году вступил в добровольческий корпус. 1 февраля 1928 года вступил в НСДАП (билет № 81 622).
С конца 1933 года командир группы СА «Зюдмарк» в Австрии. В 1934 году был арестован и выслан в Югославию. С апреля 1934 года в Мюнхене состоит в подразделении Hilfswerks Nordwest из австрийских членов НСДАП.
С 1936 года бригадефюрер СА, заместитель командира и начальник штаба группы СА «Курпфальц» (со штаб-квартирой в Мангейме). С 1 января 1937 года командир группы СА «Курпфальц». С 1 декабря 1939 года в чине капитана проходил военную службу в Граце.
С 1941 года гаупткомиссар Барановичей. Как пишет Иегуда Бауэр, «несмотря на свою высокую должность, он практически никогда не упоминается» в показаниях, связанных с убийством евреев. Тем не менее, 4 июля 1942 года по прямому приказу Фенца немцы расстреляли 13 еврейских врачей и дантистов, обслуживавших не только еврейское, но и белорусское население.
17 февраля 1943 года Фенц с некоторыми другими высокопоставленными нацистами отправился на охоту на кабанов в Машуковский лес. Группа партизан под командованием Кирилла Орловского организовала засаду. В бою с партизанами Фенц был убит. За эту операцию Кириллу Орловскому было присвоено звание Героя Советского Союза.

## Награды
- Железный крест 2-го класса (1914)
- Крест Военных заслуг (Австро-Венгрия) 3-го класса с мечами
- Силезский орёл
- Почётный крест ветерана войны
- Крест военных заслуг 2-й степени с мечами
- Золотой партийный знак НСДАП